# لاورينو
لورينو (بالإيطالية: Laurino)‏ هي مدينة تقع في مقاطعة ساليرنو بجهة كامبانيا في إيطاليا.

## السكان
في سنة 1861 بلغ عدد السكان 2٬867 نسمة، وتطور العدد ليصل في سنة 2011 لـ 1٬708 نسمة.
يظهر هذا المخطط البياني تطور النمو السكاني لـ لاورينو